# CD59
Гликопротеин CD59, ингибитор мембраноатакующего комплекса, или протектин — мембранный белок, регуляторный белок системы комплемента. Продукт гена человека CD59.

## Функции
CD59 содержит гликозилфосфатидилинозитол, который обеспечивает заякоривание белка на клеточной мембране. Когда активация комплемента приводит к образованию комплекса C5b-6-7-8 на клетке, CD59 связывается с компонентами комплекса C7 и C8 и блокирует связывание с комплексом белка C9, что, в свою очередь, предотвращает последующую полимеризацию C9 и образование мембраноатакующих комплексов (МАК).
Некоторые вирусы, включая ВИЧ, цитомегаловирус человека и Вакцинию, включают белок CD59 хозяина в собственную оболочку, чтобы избежать комплемент-опосредованного лизиса.

## Структура
CD59 состоит из 77 аминокислот (после отщепления сигнального пептида и пропептида). Аспарагин-108 является участком липидирования (связывания гликозилфосфатидилинозитола), что обеспечивает заякоривание белка на клеточной мембране. Содержит 3 участка N-гликозилирования, до 2 участков O-гликозилирования и 4 внутримолекулярных дисульфидных связей.

## Патология
Мутации белка приводят к гемолитической анемии, опосредованной CD59 с или без полинейропатии. Это аутосомное рецессивное заболевание, характеризующееся ранним детским проявлением хронического гемолиза, периодическими нейропатиями, усиливающимися при инфекциях; симптомы включают гипотонию, мышечную слабость в конечностях и гипорефлексию.
Мутации, затрагивающие гликозилфосфатидилинозитол (например, субъединицы A фосфатидилинозитол-N-ацетилглюкозаминилтрансферазы PIGA), которые снижают уровень экспрессии CD59 и CD55 на поверхности эритроцитов, приводят к пароксизмальной ночной гемоглобинурии.
При диабете CD59 может подвергаться гликированию, что приводит к его инактивации.